# Гийом, Шарль Эдуар
Шарль Эдуа́р Гийо́м (фр. Charles Édouard Guillaume; 15 февраля 1861, Флёрье, Швейцария — 13 июня 1938, Севр, Франция) — швейцарско-французский физик. Лауреат Нобелевской премии 1920 года за открытие сплавов с аномальным поведением коэффициента теплового расширения: инвара и элинвара.

## Биография
Он был сыном часовщика, и хотя родился в Швейцарии, провёл большую часть своей жизни во Франции.
Его первые научные работы были посвящены повышению точности ртутного термометра. Другое важное его исследование включало в себя поиск замены платино-иридиевого сплава, который стоил очень дорого. В поисках сплава с низким коэффициентом теплового расширения он открыл инварный сплав.
Женился в 1888 году на А. М. Таффлиб, имел трёх детей. Был президентом французского общества врачей, руководителем международного бюро мер и весов, членом десятков академий наук и был награждён орденом Почётного легиона.

## Память
В 1979 г. Международный астрономический союз присвоил имя Гийома кратеру на обратной стороне Луны.